# 飛哥與小佛次要角色列表
飛哥與小佛次要角色列表為迪士尼頻道動畫作品《飛哥與小佛》次要角色介紹。

## 福林與富雷查家
- 羅琳

飛哥和凱蒂絲的姑婆，和他們的奶奶是雙胞胎，出現在《Get That Bigfoot Outta My Face!》偽裝貝蒂喬的角色。據她自己所說平時都躲在櫃子裡，需要的時候跑出來配合惡作劇。
- 安迪（Adrian）

勞倫斯的兄弟，喜歡找勞倫斯比賽。在第三季《My Fair Goalie》出現和勞倫斯經過多場比賽都勝利而得意，實際上是勞倫斯故意讓他贏。
- 露西（Lucy）

小佛的英國親戚，安迪之妻，登場於第三季《My Fair Goalie》安迪與勞倫斯比賽時在旁邊為安迪誇口的角色。在安迪因為勞倫斯刻意退讓而在比賽中連續獲勝以後，和安迪一起得意邊唱邊跳舞。
- 貝克漢與比利（Beckham and Pelé）

小佛的英國親戚，安迪與露西的孩子們，除了伊萊莎外有五兄弟，登場於第三季《My Fair Goalie》。其中有三個叫貝克漢，兩個叫比利，都會踢足球。
- 伊萊莎[2]（Eliza）

小佛在英國的親戚之一，在第三季《My Fair Goalie》登場，中間名也叫貝克漢，行為舉止都是典型的英國淑女風。凱蒂絲以為杰洛米比較喜歡英國風，要伊萊莎幫助她改變成為英國淑女形象。最後凱蒂絲說正在想一些非常不淑女的事，她和杰洛米對凱蒂絲說：「That's our girl!」

## 強生家
- 安娜‧貝(Anna Belle)

杰洛米的表姐。20年前因為被鐵砧打昏失去記憶而失蹤，在第三季被凱蒂絲從杜芬舒斯邪惡企業抱出來跑到強生家庭聚會(因為凱蒂絲穿著飛哥小佛發明的失控音速鞋使她到處亂竄)，後來希爾達為了感謝凱蒂絲讓他們家庭團聚而答應讓她跟傑洛米交往。
- 希爾達(希德嘉)·強森奶奶(Grandma Hildergard Johnson)

傑洛米的奶奶，年輕時與貝蒂喬奶奶爭奪溜冰大賽的冠軍，因作弊而獲勝。再度遇見貝蒂喬奶奶時與她咆哮，並且再由飛哥與小佛舉行一次溜冰大賽。於第三季出現的孫女最後被凱蒂絲找到，她最後滿意讓凱蒂絲和杰洛米交往。

## 次要友方角色與友方角色相關人物
- 薇薇安‧格拉希夏普羅(Vivian Garcia-Sharpiro)

伊莎貝拉的母親，琳達常常拜訪她或者和她一起參加公開活動。雖然住在福林與富雷查家對面，見到凱蒂絲卻好像總是不記得，即使一週前才見過也像是好久不見。在猶太墨西哥文化節見到凱蒂絲的時候，要凱蒂絲多吃一點。
- 德瑞杜克森

瑞典交換學生，又稱DD，登場於《S'Winter》。和杰洛米一起滑雪引起凱蒂絲嫉妒，最後才知道他是男的。
- 妮可萊

在第二季《De Plane! De Plane!》讓凱蒂絲嫉妒而觸發主要劇情的角色，是凱蒂絲和史黛西去杰洛米的泳池派對時看到和杰洛米聊天的女生。聽到她談到自己經歷過的冒險，凱蒂絲在史黛西鼓動下決定表演跳水。後來杜芬舒斯的終結者把泳池的水蒸乾，現場變成滑板賽並把凱蒂絲也捲入。最後才知道妮可萊是杰洛米的表妹，那些冒險經歷只是電玩內容。
- 寇川(Coltrane)

傑洛米樂團中的一員，史黛西的男朋友，巴捷的搖滾樂老師。
- 頂哥(Django)

是飛哥和小佛的朋友之一，爸爸貝柏是藝術家。飛哥與小佛在辦馬戲團的時候，也有登場表演人體麻花，結果身體打結無法自己解開。
- 平野家族(The Hiranos)

史黛西在日本的親戚。從表堂兄弟姐妹至老少都有，幫助飛哥的 - 神奇陽光3000型 灌輸燃料。
- 薩布‧帕特勒(Sabu Patel)

巴捷在尼泊爾的叔叔。幫助飛哥的 神奇陽光3000 加裝橡皮球，薩布的工廠不做其他任何東西，只做彈力超強的橡皮筋。
- 曼蒂（Mandy）

在第二季《Thaddeus and Thor》拜訪福林與富雷察家鄰居，遇上凱蒂絲。當她提到自己兩個整天蓋奇怪東西的弟弟歇弟和索爾，凱蒂絲提到飛哥與小佛才厲害。於是兩人約好比賽，讓兩人的弟弟們以蓋堡壘決勝負。在第三季《Perry The Actorpus》主持包括凱蒂絲在內的一群女生集合的「別再讓人倒大楣退休會」，後來用飛哥與小佛給她的正向強化機要讓凱蒂絲戒掉逮飛哥與小佛的習慣。
- 歇弟

在第二季《Thaddeus and Thor》登場，頭型有些像飛哥。和索爾一起蓋堡壘，並在完成後展示包括甘草糖製造機的裝置給大家看。原本瞧不起飛哥與小佛蓋的堡壘，但是在飛哥與小佛的堡壘現出全貌後呆得說不出話來。
- 索爾（Thor）

在第二季《Thaddeus and Thor》登場，頭型有點像小佛，但是沒那麼細長。和歇弟一起蓋堡壘挑戰飛哥與小佛。在看到飛哥與小佛作品的全貌後，與歇弟一起呆得說不出話來。
- 哈利

在第二季《Thaddeus and Thor》登場用來在劇情對白中對應派瑞的角色，當歇弟說：「哈利呢？」出現。他是一個皮膚黝黑的男子，躺在涼椅上回應歇弟。歇弟說他是個臨時工，還不太會做。
- 強尼（Johnny）

杜芬舒斯擅用凡妮莎的通訊錄找來的人，凡妮莎對他有好感。在第二季和大部分的第三季都是凡妮莎的男朋友，但是在《Minor Monogram》因認為電玩比凡妮莎重要而和她分手。
- 亞伯 (Albert)

爾平的大哥。時常挖苦欺負爾平，而且看不起他的嗜好和飛哥小佛，但最後還是相信飛哥小佛是全能的。
- 碧芙（Biff）

布佛的金魚，在第一季《Voyage to the Bottom of Buford》首度登場。被布佛視為好夥伴，對布佛的性格轉變有極端影響的角色。碧芙的失蹤會讓布佛軟弱，飛哥與小佛在這一集建造潛艇幫布佛找回來。據布佛所說，「碧芙」是以其母親的名字來命名。布佛在第二季《The Lemonade Stand》和凱蒂絲談朋友的話題，也提到自己有隻金魚。
- 史帝夫

一隻變色龍，出現在第二季《The Lizard Whisperer》引起飛哥與小佛注意並在後來讓凱蒂絲緊張的角色，可以完全融入環境。飛哥與小佛要它當寵物，而它被杜芬舒斯的機器意外變大並失蹤。凱蒂絲和往常一樣要對琳達說飛哥與小佛弄了一隻大恐龍，等到琳達去看的時候變色龍已經恢復原來大小。莫來管看到變大的史帝夫時曾經說想要徵召為特務，但是沒那麼大的帽子。
- 莫提（Monty Monogram）

配音：塞思·格林（Seth Green）（美國）
莫來管隊長的兒子，登場於第三季《Minor Monogram》。他希望可以加入特務組織打擊犯罪，但是莫來管隊長希望他成為特技演員還在他小時候就為他安排特訓。由於無視他的意願，重演他祖父當年要希望當特技演員的莫來管隊長加入特務組織的歷史。在羅迪哥發動邪惡計劃的時候，他出面阻止羅迪哥而化解危機，也由於他表現出用特技打擊犯罪讓莫來管隊長驚喜。凡妮莎看他離開以後，表示自己也可以試試和好男生交往。從這個時候開始對凡妮莎有好感，曾經在《Sipping with the Enemy》和凡妮莎在咖啡店相遇後一起喝咖啡、《Drusselsteinoween》中更曾以男朋友之姿出現在凡妮莎舉辦的萬聖節派對上，然而後續如何無從得知，僅在《Act Your Age》中得知十年後與凡妮莎交往的人是小佛
- 麥嘰哩咕低老師（Mr.McGillicuddy）

巴捷科學展的指導老師，在第一季《Unfair Science Fair》登場。親眼見識到了火星人，但在之後評審演示時被杜芬舒斯占用插座而演示未果，最後見證杜芬舒斯被吸入傳送門消失。

## 營邊少女/美眉家族
美眉家族 (Fireside Girls)是一個大型的女童軍團，創始者為伊莉莎美眉，成員多才多藝。其中伊莎貝拉是46321大隊的隊長。第三季《Buford Confidential》出現法國的美眉家族。這裡介紹伊莎貝拉的46321大隊固定成員以外角色。
- 梅莉莎(Melisa)

目前所知年紀最小的成員，嬌小可愛。非常欽佩伊莎貝拉、凱蒂絲，特別是凱蒂絲50枚徽章的事蹟。
- 碧姬

法國的營邊少女/美眉家族成員，出現在第三季《Buford Confidential》。過去在巴黎和布佛認識，據布佛所說是他學法語的原因。曾經對布佛有興趣。
- 喬賽特

法國的營邊少女/美眉家族成員，出現在第三季《Buford Confidential》。棕髮，長得較高。
- 柯萊特

法國的營邊少女/美眉家族成員，出現在第三季《Buford Confidential》。黑髮，長得較矮。

## 動物特務組織（The O.W.C.A.）
動物特務組織 （OWCA - Organization Without a Cool Acronym）英文名字是組織沒有酷縮寫的意思，隸屬政府的特務總部，似乎是專門藉此設置來阻止瘋狂科學家邪惡計畫導正地球平衡的機構。幾乎所有能看到的特務都是非人類的動物。在《Phineas and Ferb's Quantum Boogaloo》一集中凱蒂絲因為成功讓弟弟倒楣後的糟糕未來裡宣示效忠「杜芬舒斯大帝」，後來被導回。（該集英文版阿曼達的配音員就是《少年魔法師》海波的演員珍妮佛‧史東。）
- 特務S（Agent S）

蝸牛賽傑。杜芬舒斯降為輕度危險時，來頂替鴨嘴獸泰瑞的位子。在《Perry The Actorpus》為了避免泰瑞的身份曝光，再度派賽傑代替泰瑞去對付杜芬舒斯。蝸牛賽傑展現與體型形成強烈對比的怪力，先把門弄倒，又摔杜芬舒斯。
- 熊貓彼得（Peter the Panda）

熊貓彼得，曾經短暫的成為漢斯杜芬舒斯博士的死對頭，在《Meapless in Seattle》中，和鴨嘴獸泰瑞一起拯救杜芬舒斯。
- 特務G（Agent G）

有兩名動物特務用過特務G的稱號。一個是一隻鵝，在第二季的《Undercover Carl》最後出現。凱爾以為飛哥與小佛和杜芬舒斯合作，向莫來管報告。莫來管認為泰瑞與福林和富雷察家的關係太親近，藉口要牠尋找失蹤的特務G，並在泰瑞離開後對凱爾說那是他自己瞎掰的。牠先後到賭場、電視節目打聽特務G的情報，最後真的找到並帶回渡假的特務G。莫來管最後宣布輪到泰瑞去休假並向牠行禮時，泰瑞站著不回禮讓莫來管感到尷尬。另一個是牛羚諾頓，出現在第三季《Agent Doof》。因為身份被杜芬舒斯洩露，遭到微小博士誘捕，最後被泰瑞所救。
- 特務H(Agent H)

刺蝟者赫爾曼。泰瑞通過前往基地的傳輸管時遇到傳輸管因維修中少一段而讓自己中途掉出來，凱爾就用手把泰瑞放回傳輸管繼續送往基地。沒多久赫爾曼也通過傳輸管，在相同的地方掉出來。
- 特務T（Agent T）

一隻火雞，去年11月感恩節犧牲了。從第三季至電影版開始則由烏龜、海龜頂替位置。烏龜是在電影版《超時空之謎》首次登場，在《超時空之謎》電玩版中為主角之一。海龜則是於《Candace disconnected》出現，報告凱爾與凱蒂絲被困在復活島。
- 特務M（Agent M）

一隻猴子。在第一季金曲大賽時因組織經費不足被找去負責打字機人員工作的角色。
- 特務W（Agent W）

有兩隻動物特務的代號都是特務W。其中一個是一條蚯蚓。特務C對牠很感興趣（特務C想吃牠）。另一個是一頭鯨魚，在《Phineas and Ferb Hawaiian Vacation》一集，泰瑞和杜芬舒斯逃離孤島，泰瑞先行離開讓這頭鯨魚接手對付杜芬舒斯。
- 盆景植物（Potted Plant）

新來的特務，獲得最榮譽特務獎。因為杜芬舒斯看泰瑞沒來阻止他的計畫，就放了一組盆景植物當對手和他打。雖然看起來以平手收場，卻讓杜芬舒斯計畫失敗的角色。最後莫來管隊長宣佈盆景植物成員特務組織成員。

## 英國角色
- 查爾斯冰冰四世

富雷察爺爺的鄰居，擁有一座城堡，曾和飛哥與小佛騎士舉行長槍比賽。家鄉有黑武士的故事。
- 司鐸賓

查爾斯的管家。英文原版由提姆柯瑞客串配音。
- 黑武士

古英國偉大的騎士，用回收狗罐頭作盔甲，所以身邊有一群瘋狂獵犬。勇敢奮戰噴火龍，結果是被當成烤肉來吃。
- 零零零

英國特務，曾短暫的與鴨嘴獸泰瑞聯手，可惜他太高估杜芬舒斯了。
- 當地樂團

富雷察爺爺當年是飛天魚販，要表演越過麥克貴格峽谷時找來唱主題曲的樂團。但是他們的魚販主題曲沉悶的讓天空受不了。因此只要富雷察爺爺要表演時天空因為他們沉悶的歌曲而下雨，讓富雷察爺爺年輕時無法完成夢想。
- 羅斯羅教授（Professor Ross Eforp）

出現在《My Fair Goalie》。在1959年提出足球X-7號的理論讓足球員可以在安全情況下玩3D足球，但是實驗總是失敗而被判定不可能。最後因為理論無法證實加上英國人討厭他的名字從左（PROFESSOR ROSS EFORP）和從右（PROFE SSOR ROSSEFORP）拼起來都一樣，感到丟臉而躲起來。飛哥與小佛實現以後，他高興現身，但是因為名字的回文構字被英國人討厭只好又躲起來。
- 諾斯佐球隊（Nostrils）

在《My Fair Goalie》來拜訪的英國足球隊，受到小佛的英國親戚歡迎。他們搭乘巴士看到福林與富雷察家後院的足球X-7號，最後接受飛哥與小佛送給他們的足球X-7號。

## 太空角色
- 火星人

飛哥與小佛為巴捷建造火星傳送門，凱蒂絲因為找不到朋友理她自己通過傳送門到火星發現火星人，火星人還擁立凱蒂絲當女王。他們本來不懂音樂，後來凱蒂絲發現他們的身體本身就是樂器。在凱蒂絲要離開的時候，他們合體成一個大火星人追上去。巴捷在科展向老師展示火星傳送門，可以看到火星人也在辦自己的科展。
- 米契/米契大爺（Mitch/Big Mitch）

出現於第二季的《The Chronicles of Meap》，自稱有超多名字。本身是個星際動物走私者，因為容貌被很多人認為他是米普的父親。在《Meapless in Seattle》再次出現，試圖取得可愛素。他原本的體型就和米普等同族人差不多，劇情中出現的龐大身軀是裝甲衣。
- 加伯

首度登場於第二季《Invasion of the Ferb Snatchers》，要進行地球人母親的報告而扮成琳達。飛哥與小佛幫忙修復他的太空船。在第三季《Tri-State Treasure: Boot of Secrets》出現在飛哥與小佛拍攝的電影。
- 太空合音

在《Moon Farm》一集中登場，只有聲音（由丹‧波文麥爾配音），與巴捷吵架並讓飛哥勸告巴捷的角色。大家在月球養牛取牛乳製造冰淇淋後，歌曲演唱出現「都怪巴捷」的歌詞時即由此聲音演唱。巴捷在言語中表示對「太空合音」的抗議，這個聲音說自己有名字。被問到名字，回答就叫太空合音，但這是巧合。結尾演唱時又唱一次「都怪巴捷」，巴捷抗議說已經講好了，太空合音回答劇本是這樣寫的。

## 其它樂團與音樂人
- 兔子男孩馬地

用果汁機表演音樂，首度登場於第一季《Flop Starz》，節目是「兔子男孩馬地和他的音樂果汁機」。凱蒂絲要拉琳達看飛哥與小佛的表演，但琳達到時已經輪到他表演。在《Oh, There You Are, Perry》找不到泰瑞時曾經又把馬地和果汁機誤認為飛哥與小佛想要道歉，馬地對她表演果汁機音樂。
- 貝蒂女孩

首度登場於第一季第15集，凱蒂絲和史黛西是她們的歌迷。原本非常驕傲且不尊重粉絲，粉絲寄來的信看都沒看就丟碎紙機，甚至利用凱蒂絲和史黛西對他們的狂熱，要他們做掃廁所等等的雜事，但被凱蒂絲說教過後，了解到歌迷有多重要並徹底改善態度。
- 巴頭四

巴捷、飛哥、小佛和布佛組成的搖滾樂團。原本巴捷以為搖滾也要打分數而請飛哥小佛幫忙。電影版片尾曲裡除了巴捷全都登場。
- 奈傑和安卓

又稱小牛仔的雙人組，凱蒂絲偏好樂團的成員。在第三季《Meatloaf Surprise》的肉捲慶典得到冠軍。

## 客串名人
- 伊凡德哈利肥（Evander Holyfield）

世界重量級拳手。有點太老了。曾幫助飛哥訓練對抗布佛。
- 克雷·艾肯（Clay Aiken）

飛哥打算環遊世界40小時那天早上請來的美國知名男歌手。和恰卡·坎恩唱 - 我們一定可以。因為他只有被請一小時，所以晚上他沒登場。
- 傑米奧利佛（Jamie Oliver）

英國知名的廚師，出現在第三季《Meatloaf Surprise》，和琳達同為肉捲慶典的評審。當他看到杜芬舒斯腐爛的肉捲，表示自己也想不到會說這肉捲需要加防腐劑。
註：傑米奧利佛的烹飪風格為使用有機食材，強調健康的食物。
- 恰卡·坎恩（Chaka Khan）

飛哥打算環遊世界40小時那天早上請來的美國知名老練中年女歌手。和克雷·艾肯演唱 - 我們一定可以。因為她只有被請一小時，所以她晚上和艾肯都沒登場。
- 漢彌敦（Laird Hamilton）

出現在第二季《Phineas and Ferb Hawaiian Vacation Part II》的衝浪手。衝浪時遇到也在衝浪的飛哥與小佛以及被無法擺脫的幸運符所苦的凱蒂絲，後來在海灘還把凱蒂絲要丟掉的幸運符又戴回凱蒂絲脖子上。
- 肯尼奧特嘉（Kenny Ortega）

世界級知名編舞家，在第二季《Rollercoaster: The Musical!》最後指揮眾多角色進行表演。
- 格雷格·莱蒙德

第一個在環法賽奪冠的美國人。巴捷在《Tour de Ferb》因為相信跟老虎有關的家族詛咒不願意參加飛哥與小佛舉行的自行車賽，飛哥與小佛找他來鼓勵巴捷。他不斷對巴捷說自己的故事，講到後來自己也被激勵而參賽，最後被老虎攻擊而沒能奪冠。
- 凱莉克拉森（Kelly Clarkson）

在第三季《A Phineas and Ferb Family Christmas》客串演出的明星。原本飛哥與小佛找她來唱歌，但是有別人要唱歌而取代她。最後她意外被傳送到杜芬舒斯家，仍然沒有機會自己唱歌。
- 雷利歐塔（Ray Liotta）

好萊塢明星，出現在第三季《What A Croc!》，自稱是欠莫來管的人情來代班。向泰瑞傳達指令以後提到工作才這樣何必在當初離開組織，凱爾回答他的薪水比他們多。
- 泰瑞格里普（Parry Gripp）

網路名人，出現在第四季《Backyard Hodge Podge》，曾在飛哥說「泰瑞咧」時誤以為在指自己。

## 其他敵對角色
除了杜芬舒斯博士，有時候劇情會安排其他角色成為派瑞或OWCA其他成員的敵人，或者至少被認定為邪惡。
- 膽顫心驚博士(Dr.Terror-Stricken)

指導瘋狂科學家漢茲杜芬舒斯博士的師傅，她對杜芬舒斯博士感到很失望，因為覺得他一點都不邪惡。
- 反芻終結者(Ruminate-Inator)

杜芬舒斯成為輕度危險時，成了鴨嘴獸派瑞的新敵人。位於四州地區，收杜芬舒斯為徒，卻害了自己。
- 普芬洛斯博士(Dr.Poopenplotz)

特務小粉的死對頭；身形和杜芬舒斯相似。愛好髮膠為「僵硬美人」(Stiff Beauty)。
- 丹尼斯

危險的特務兔子與傭兵，目的是奪取O.W.C.A的資料。
- 羅迪哥（Rodrigo）

配音：Jorge Garcia（美國）
一名邪惡的學生，登場於第三季《Minor Monogram》。他由杜芬舒斯介紹出現在剛和強尼分手的凡妮莎面前，並在一開始和凡妮莎有點互相吸引。據杜芬舒斯所說即將進入邪惡科學學校，在這之前由杜芬舒斯輔導。後來他展露自己的意圖，要在摧毀三州地區時把泰瑞和杜芬舒斯一起消滅。他要凡妮莎加入他，被凡妮莎拒絕。最後莫提出手阻止了他。
- 血布丁博士

初登場於第二季《Nerdy Dancin'》，頭髮翹起，在會議或者終結者展覽老是嘲諷杜芬舒斯。

## 杜芬舒斯的宿怨
- 杜芬舒斯的爸媽

杜芬舒斯提及自己的背景故事時經常提到。根據杜芬舒斯所說，他們對羅傑的偏愛以及強迫他做不願意做的事造成他心理的創傷和邪惡動機。
- 黑靴惡霸柏利斯

欺負杜芬舒斯的人，在公園、第一次約會、辦公室踢杜芬舒斯沙子。
- 大手漢斯

杜芬舒斯以前表演手影給大家看，也因此吸引到女朋友。但是大手漢斯的出現取代杜芬舒斯的地位。他的手影只是一團黑影，但只是因為手比較大就搶走杜芬舒斯的觀眾和女朋友。
- 鄰居菲爾

杜芬舒斯的鄰居，他的落葉使杜芬舒斯發狂。

## 聖誕特集
在第二季《Phineas and Ferb Christmas Vacation》飛哥與小佛計畫感謝聖誕老人為大家做那麼多事，所以建造一座休息會所給聖誕老人。但是杜芬舒斯啟動調皮終結者造成丹村給聖誕老人的信件都被退回，於是決定採取行動拯救聖誕節。這一集的時間線並不是在暑假，而片頭曲與畫面也和平時不同。
- 特務聖誕老人

塔斯卡尼，出過唱片「白色塔斯卡尼」，並非真正的傳說聖誕老人(飛哥等人卻信以為真)。特務機構的秘密特務，也擔任聖誕老人。
- 布雷恩

菜鳥小精靈。杜芬舒斯發射「調皮終結者」時，與克魯一同到丹村觀察。
- 克魯

老鳥小精靈。世上製造玩具速度最快的師父。因飛哥而找到再次相信的理由。也叫做「士傅」。
- 溫蒂史哈潑

數學校隊成員，聖誕節時想要一頂大帽子。《Phineas and Ferb Christmas Vacation》一集在槲寄生樹底下給巴捷一個甜蜜的吻。
- 雪人

老是遇上鏟雪車的可悲雪人(被鏟雪車撞)，但是事實真相是鏟雪車撞到蔬菜攤壞掉。口頭禪是「冬天樂趣多，跟我來。」

## 平行設定
飛哥與小佛的角色有時候會根據不同的背景以不同版本出現。情況可能是和原始版本一樣真實的存在，也可能是純粹的空想。

## 《米羅的莫非命運》角色
由于2016年开播的剧集《米羅的莫非命運》与《飛哥與小佛》处于同一宇宙观，故从《米羅的莫非命運》第二季开始两部剧集经常会发生交替剧集。

## 其他
- 薩斯科奇

名字出現在《Get That Bigfoot Outta My Face!》，飛哥的爺爺提到，又稱大腳。
- 賽門老頭

飛哥與小佛從前養的狗寄養在那。最後與那隻狗一起展示於博物館。
- 諾斯（Nose）

出現在第二季《The Lake Nose Monster》，需要從皮膚吸收鋅。被認為是一個傳說，飛哥與小佛要尋找它。凱蒂絲自己說不信，但是在湖邊看到類似的東西就被嚇到。飛哥與小佛發現諾斯，在明白諾斯不願意被人類發現後決定保密。
- 偉伯船長

出現在第二季《The Lake Nose Monster》，雇用凱蒂絲和杰洛米當救生員。自稱「偉伯船長」，說「偉伯先生」是他父親，口頭禪是「很好」。本身認為諾斯不存在。因為凱蒂絲為了諾斯的事多次驚動大家而解雇凱蒂絲，後來在吃東西立刻下水而肚子痛被救。
- 嘻皮

幫助伊莎貝拉找到「葫蘆子樹」，並給她智慧之鑰（汽車遙控器）。看似神秘，卻不是什麼神奇的人。
- 霍華休斯

在第二季《De Plane! De Plane!》飛哥與小佛看電視的時候由電視介紹，打造的木製飛機雲杉鵝以雙翼展開有29.3英呎寬而締造記錄。飛哥與小佛看了介紹，決定打造另一架飛機破記錄。但實際上除了多數小孩之外，根本沒人知道他們做的這號飛機。
- 阿喬

出現於第二季。杜芬舒斯統治世界，為了方便記憶，所有人都叫阿喬。
- 肯尼

杜芬舒斯小時候，因為土地公被人搶走，只好扮成土地公在外罰站。陪伴他的只有月亮和行徑疑似小偷的鄰居肯尼，布隆尼也陪他一陣子。
- 鴨嘴獸賴瑞、泰瑞和傑瑞(Larry ,Terry ,Jerry the platypus)

杜芬舒斯用鴨嘴獸複製終結者的產物，用來陷害泰瑞的角色。其中傑瑞是第一個複製品，並不是非常成功，但是杜芬舒斯仍然留下。最後全部被泰瑞回收到機器。
- 布隆尼/氣球尼[4]

一個氣球，杜芬舒斯小時候在上面畫一張臉並使用定型噴霧。杜芬舒斯拿來當自己的朋友，可是在某個夜晚飄走拿不回來。在《The Chronicles of Meap》看到它在米契的太空船，但是沒有能帶走。在《Meapless in Seattle》被杜芬舒斯在米契的堡壘看到，而且和機器人合體。原本攻擊杜芬舒斯，後來反過來幫助杜芬舒斯，但是被敵人打破。回到地球以後，被泰瑞修好並交給杜芬舒斯。
- 老番癲

在第二季《She's the Mayor》出現在飛哥與小佛拓荒小鎮的角色。凱蒂絲因為作文比賽得獎而得到當一日市長的權力，飛哥與小佛聽到大家以為「讓弟弟倒大楣」是對西部拓荒時代的努力所做的隱喻，決定在自家後院蓋一座西部拓荒時代小鎮。這個矮小的老頭出現在他們蓋的小鎮說小鎮「是蓋在印第安人祖墳上」，飛哥說這是每個拓荒小鎮都會有的老番癲。在飛哥對他說這是自家後院，他又說如果發現黃金都是他的。最後時空被重設，原本凱蒂絲得獎變成老番癲得獎，他立刻在台上宣布發現黃金都是他的。

## 注解
1. ↑  現實中的明星足球員有英國球員貝克漢與巴西球員比利。
2. ↑  在《My Fair Goalie》教導凱蒂絲當淑女的伊萊莎正好與電影《My Fair Lady》的女主角同名。
3. ↑  中文版稱「小名也叫貝克漢。」
4. ↑  在第二季《The Chronicles of Meap》初登場時譯為「布隆尼」，第三季《Meapless in Seattle》出現的時候最初稱「氣球尼」，後來幾次重播先後把配音和字幕改成「布隆尼」。